# ダウン・ホーム・スタイル
『ダウン・ホーム・スタイル』（Down Home Style）は、アメリカ合衆国のジャズ・ミュージシャン、ジャック・マクダフが「ブラザー・ジャック・マクダフ」名義で1969年に録音・発表したスタジオ・アルバム。

## 解説
ブルーノート・レコード移籍第1弾アルバムに当たるが、マクダフは過去にも、グラント・グリーンのブルーノート録音に参加したことがある。「グルーヴィン」はヤング・ラスカルズのカヴァーである。
Stephen Thomas Erlewineはオールミュージックにおいて5点満点中4点を付け「ビバップよりもスタックス・レコードのタイトなグルーヴからの影響が強い」「時折パンチのあるホーン・セクションによりグループのサウンドが補強されているとはいえ、このレコードはマクダフのワイルドで熱狂的なハモンドオルガンを前面に出している」と評している。また、原田和典は自著において「脂身度」と「R&B度」は5点満点中4点、「乾いた空気度」は5点満点中4.5点と評している。

## 収録曲
特記なき楽曲はジャック・マクダフ作。
1. ザ・ヴァイブレーター - "The Vibrator" - 4:48
2. ダウン・ホーム・スタイル - "Down Home Style" - 5:06
3. メンフィス・イン・ジューン - "Memphis in June" (Hoagy Carmichael, Paul Francis Webster) - 4:16
4. テーマ・フロム・エレクトリック・サーフボード - "Theme from Electric Surfboard" - 3:34
5. イッツ・オール・ア・ジョーク - "It's All a Joke" - 3:48
6. バター - "Butter (For Yo Popcorn)" - 4:08
7. グルーヴィン - "Groovin'" (Eddie Brigati, Felix Cavaliere) - 5:18
8. アズ・シー・ウォークト・アウェイ - "As She Walked Away" - 8:01

## 参加ミュージシャン
- ジャック・マクダフ - ハモンドオルガン
- ジェイ・アーノルド - テナー・サクソフォーン
- チャーリー・フリーマン - ギター
- サミー・グリーソン - ドラムス

その他、エレクトリックベース奏者（氏名不明）も参加。また、「ダウン・ホーム・スタイル」、「メンフィス・イン・ジューン」、「バター」には大編成のバンド（詳細不明）も参加している。